# Пархомчик, Пётр Александрович
Пётр Александрович Пархомчик (бел. Пётр Аляксандравіч Пархомчык, род. 22 августа 1957) — белорусский государственный деятель. Председатель Брестского областного исполнительного комитета с 12 августа 2024 года.

## Биография
Родился 22 августа 1957 года в Минске. Окончил Белорусский государственный институт народного хозяйства и Академию управления при Президенте Республики Беларусь.

## Трудовая деятельность
Свою трудовую деятельность начал в 1974 году на Минском тракторном заводе в качестве сверловщика. Позже был призван на службу в воздушно-десантные войска (1975—1977). После службы вернулся на Минский тракторный завод. Работал мастером участка, заместителем начальника цеха, начальником механосборочного производства, заместителем директора, директором этого производства, директором Республиканского унитарного предприятия «Минский тракторный завод», первым заместителем генерального директора производственного объединения «Минский тракторный завод».
23 июля 2007 года назначен генеральным директором ПО «Белорусский автомобильный завод», позже — генеральным директором РУП «Белорусский автомобильный завод» г. Жодино.
c 4 июня 2020 года по 15 августа 2022 года — Министр промышленности Республики Беларусь.
16 августа 2022 года назначен Заместителем Премьер-министра Республики Беларусь.
12 августа 2024 года назначен председателем Брестского областного исполнительного комитета.

## Награды, премии и почётные звания
Пётр Пархомчик имеет следующие награды и звания:
- Заслуженный работник промышленности Республики Беларусь (2013)[13];
- Медаль «За трудовые заслуги»;
- Орден Отечества 3 степени;
- Звезда содружества.
- Почётный профессор БНТУ[14].

## Книги
Является одним из автором книги «Кольцераскатка в производстве деталей машиностроения».

## Личная жизнь
Женат, имеет дочь и сына.

## Хобби
Чтение книг, париться в бане.